# Rōnin
Ronin (浪人 (lãng nhân) rōnin) là những samurai không còn chủ tướng trong thời kì phong kiến ở Nhật Bản (1185–1868). Một Samurai mất chủ tướng do chủ của ông ta bị chết, bị mất quyền lực, hoặc do mất đi sự tin tưởng của chủ tướng. 

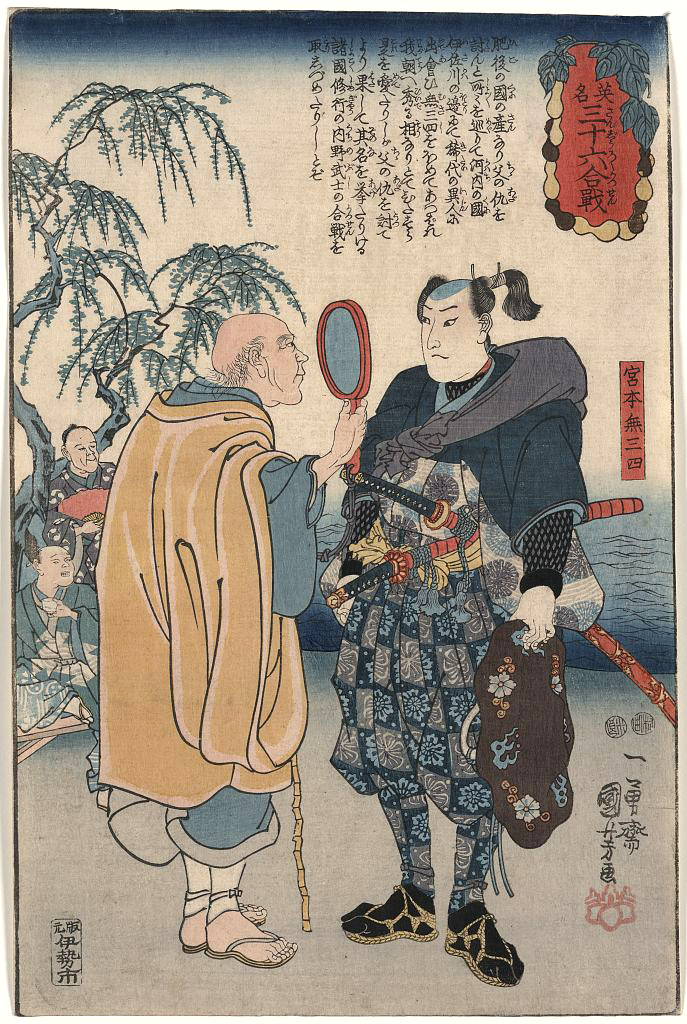
Một bức tranh in mộc bản của bậc thầy ukiyo-e Utagawa Kuniyoshi mô tả rōnin nổi tiếng Miyamoto Musashi đang nhận lời chúc phúc.

Từ rōnin nghĩa là "con người trôi dạt" (lãng nhân) - như một ngọn sóng tự do trên biển cả. Thuật ngữ ngày bắt đầu có từ thời kì Nara và Heian, nó được sử dụng một cách sáng tạo để chỉ những ai chạy khỏi hoặc ruồng bỏ lãnh địa thuộc quyền lãnh chúa của anh. Thuật ngữ này đồng thời để chỉ các võ sĩ đạo mất đi lãnh chúa trong chiến tranh.

## Lịch sử

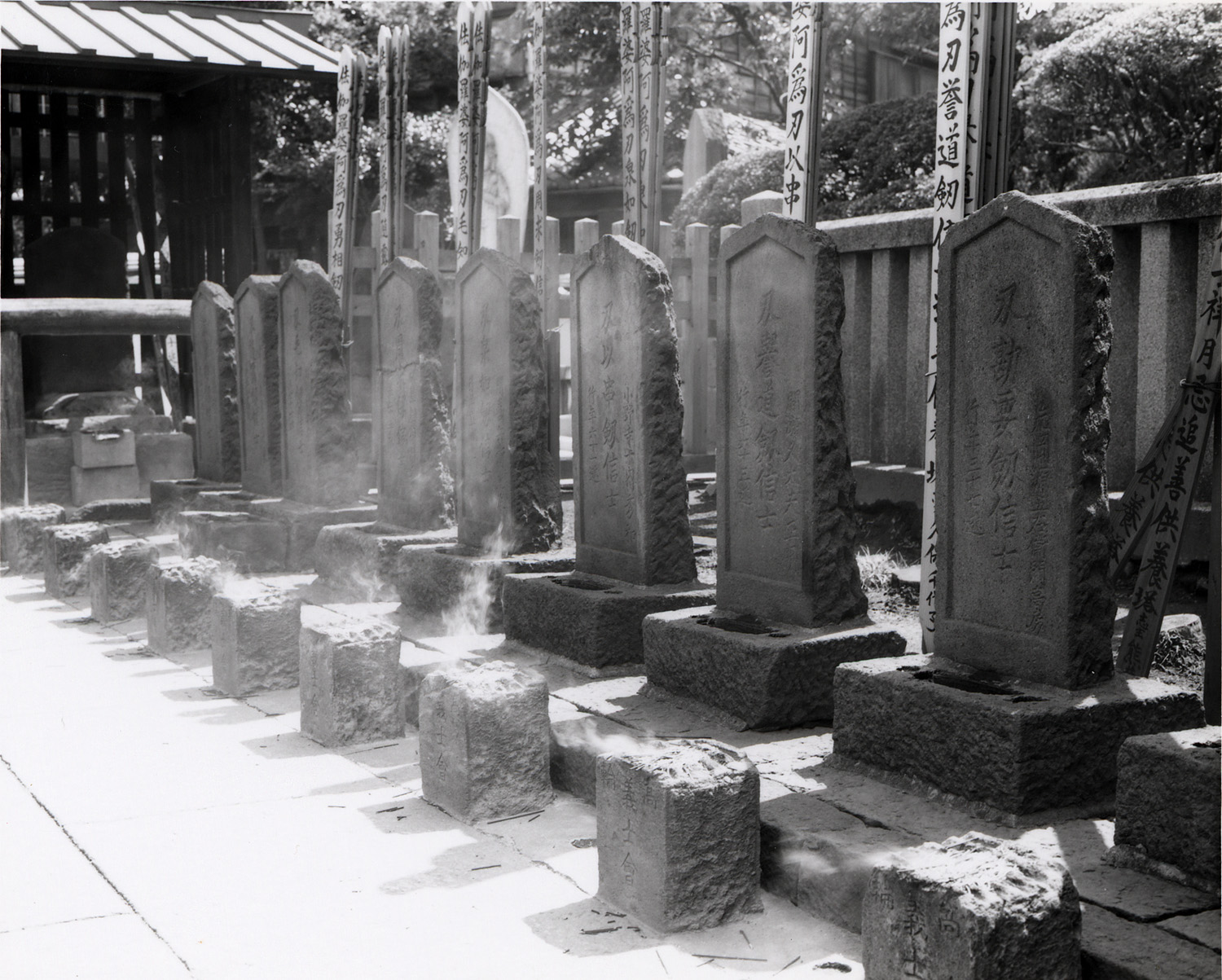
Mộ của 47 rōnin ở Sengakuji

Trong suốt thời kì Edo, Mạc phủ (phủ tướng quân) tịch thu rất nhiều ruộng đất của các daimyo (chúa đất), và hệ quả kéo theo là đã sinh ra một lực lượng rōnin rất đông đảo. Trong thời kì trước đó, các Samurai có thể dễ dàng chuyển đổi việc phục vụ cho các chủ tướng khác nhau, và có thể lấy vợ (chồng) khác biệt về đẳng cấp. Tuy nhiên, vào thời kì Edo, các Samurai bị cấm làm những việc đó. Hơn nữa, rất nhiều Samurai cấp thấp thường nghèo đói. Họ không có một sự lựa chọn nào khác và bị đuổi hoặc chính họ tự thoát khỏi sự cai trị của chủ tướng.
Những rōnin nổi tiếng nhất trong tất cả là Miyamoto Musashi, một kiếm sĩ lừng danh, và 47 rōnin.
Không giống như các Samurai, họ có quyền lực, uy tín và tầm ảnh hưởng nhất định, rōnin thường bị mang tiếng xấu là những thành phần bất hảo và trở thành mục tiêu để đả kích. Thực sự chẳng có ai ưa thích khi làm 1 rōnin, chỉ bởi vì một rōnin sẽ không có bổng lộc.
Chính vì cảm giác nhục nhã và tội lỗi khi một Samurai trở thành rōnin, Lord Redesdale đã ghi lại rằng một rōnin đã tự vẫn tại lăng mộ của 47 rōnin. Anh ta có để lại lời nói rằng anh ta đã cố gắng tỏ ý được phục vụ cho chúa đất Chōshū, nhưng cuối cùng đã bị từ chối. Ý muốn được phục vụ cho 1 vị chủ tướng, và chán ghét cuộc sống của một rōnin, anh ta đã quyết định kết liễu cuộc đời của mình.
Mặt khác, nhà văn nổi tiếng Kyokutei Bakin đã từ bỏ cách sống của người cha Matsudaira Nobunari, một Samurai và tự nguyện trở thành một rōnin. Nhưng cuối cùng, ông ta làm nghề viết văn (rất nhiều trong số đó nói về Samurai).

## Rōnin trong văn học nghệ thuật
Trong lĩnh vực văn học hiện đại, rōnin thường đóng vai trò là những yojimbo hay lính đánh thuê. Bộ phim Seven Samurai và Yojimbo của đạo diễn Akira Kurosawa là 2 bộ phim nổi tiếng nhất của thể loại jidaigeki (tạm dịch là phim dã sử) về đề tài rōnin. Hàng ngàn tác phẩm khác của Nhật Bản, đặt bối cảnh vào thời kì Edo, đều có nhân vật chính là các rōnin.
Rōnin còn xuất hiện trong Age of Empires III, bộ phim hoạt hìnhTsukikage Ran (kể về 1 rōnin nữ), Samurai Champloo, Rurouni Kenshin, và cả Final Fantasy X. Ronin Warriors là nhan đề Tiếng Anh của 1 loạt phim hoạt hình khác.
Rōnin cũng có những ảnh hưởng đối với điện ảnh phương tây. Bộ phim Man with No Name của đạo diễn Clint Eastwood đề cập sát nhất tới chủ đề rōnin. Hai bộ phim The Magnificent Seven và A Fistfull of Dollars (Yojimbo) là hai bộ phim được làm lại rất tốt bản gốc của Nhật Bản.

## Mở rộng ý nghĩa "Ronin"

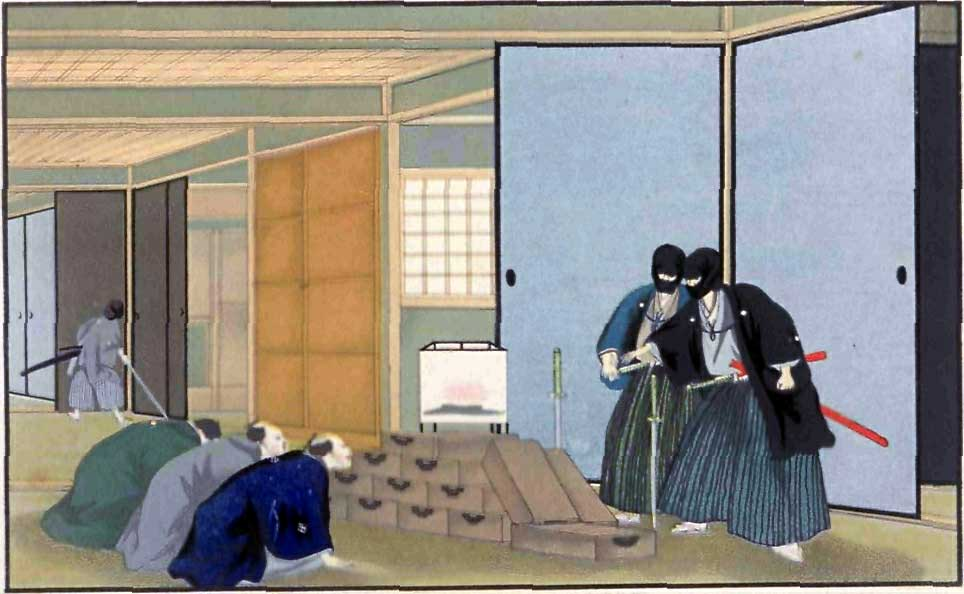
Ronin cướp tài sản của thương nhân Nhật Bản những năm 1860 (1)

Ngày nay, khái niệm rōnin vẫn còn được sử dụng ở Nhật để chỉ những ai trượt trong kì thi tuyển vào Đại học (hoặc vào 1 ngôi trường nào đó). Thói quen dùng từ này xuất phát từ việc họ không theo 1 trường lớp nào cả, cũng giống như 1 Ronin không có chủ tướng để được phục vụ.

### "Ronin" (mở rộng) trong văn học và văn hóa hiện đại
- Ronin là một bộ phim của hãng 20th century Châu Âu, được làm vào năm 1998, đạo diễn John Frankenheimer. Kể về những điệp viên trong thời kì chiến tranh Lạnh, nhận ra rằng họ thực chất không chiến đấu vì một mục đích nào cả, đơn thuần họ chỉ đang đấu tranh giành lây sự sinh tồn và tìm kiếm vinh quang.
- Trong lĩnh vực videogame. Trò chơi Final Fantasy X có một vài chiến binh Ronin, trong đó, chính yếu nhất là hai nhân vật: Auron và Yojimbo
- Machinae Supremacy, một ban nhạc power metal/bitpop Thụy Điển, có 1 bài hát nhan đề là Ronin, nằm trong album Redeemer.
- Trong game online MMORPG Kingdom of Loathing, sau khi nhân vật trở về từ Valhalla, sẽ được gọi là Ronin. Khi đó, họ sẽ giới hạn các kĩ năng, và không thể thực hiện hiện mua bán trong các của hàng.
- Trong game Golden Sun, Ronin là một Samurai ở đẳng cấp rất cao, có thể tạo ra khi kết hợp hai loại Djinn phù hợp
- Nhân vật truyền thống Heishiro Mitsurugi trong series Soul Calibur luôn được miêu tả là một Ronin, bởi anh ta là 1 Samurai không có chủ tướng.

## Các hình mẫu tương tự
- Furusiyya ở Trung Đông
- Fianna ở Ireland
- Hiệp sĩ lang thang hay Hiệp sĩ giang hồ ở châu Âu
- Hiệp khách ở Trung Quốc
- Kiêu binh ở Việt Nam